# Sam på banegården
|  | Denne artikel er oprettet af botten PalnaBot ud fra en ekstern database. Den kan derfor have sproglige fejl eller mangler. Denne skabelon kan fjernes efter kontrol af indholdet. |

Sam på banegården er en kortfilm fra 1975 instrueret af Thomas Winding efter manuskript af Thomas Winding.

## Handling
Drengen Sam opsøger banegården for at kigge på og tage del i det liv, der udfolder sig her. Gennem hans øjne ser danskerne sjove og småtossede ud. Og med nogle fremmedarbejdere kan han opnå en positiv kontakt, når han prøver at få at vide, hvad klokken er. Den kærligt satiriske film er fra 1975, men tidløs i tonen.